# Fabryka Samochodów Osobowych
La Fabryka Samochodów Osobowych (letteralmente: "Fabbrica di automobili per persone, per trasporto di persone"), conosciuta internazionalmente con la sigla FSO, è stata una casa automobilistica polacca fondata nel 1951 e in attività fino al 2011.

## Storia e modelli

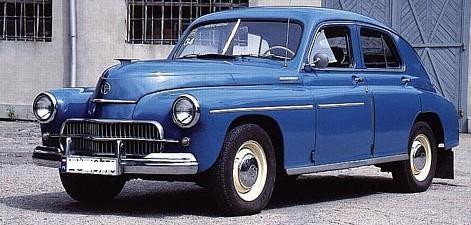
Una Warszawa 2 volumi

La produzione di auto inizia nel 1951 grazie ad un accordo di collaborazione con il gruppo sovietico GAZ per la produzione su licenza della FSO Warszawa una copia della GAZ "M20 Pobjeda" disponibile in versione berlina 2 volumi, giardinetta e tre volumi (solo della FSO).
Il primo modello di completa produzione e progettazione propria fu la FSO Syrena; l'inizio degli studi in merito risalgono al 1953 e la sua presentazione al 1957. Vettura economica nata con lo scopo ambizioso di motorizzare la Polonia del dopoguerra, era dotata di un motore a due tempi di piccola cilindrata, seguendo in questo l'esempio della più famosa Trabant. La produzione della Syrena proseguì per 25 anni, anche dopo che la stessa venne trasferita nel 1972 allo stabilimento della FSM e assomma a circa 520.000 esemplari costruiti.

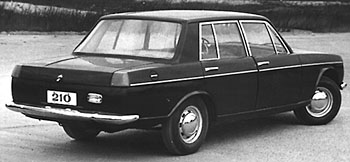
Una Warszawa 210

Dopo alcuni anni in cui vennero realizzati anche alcuni prototipi disegnati da Ghia, come la Warszawa 210, mai passati alla costruzione in serie, nel 1965 venne siglato un nuovo accordo di cooperazione con la Fiat per la produzione in Polonia di alcuni modelli della gamma italiana su licenza.
Già nell'anteguerra la Fiat era presente in Polonia con la Polski Fiat ma la sua presenza aumentò grazie anche alla decisione di costruire un nuovo grande impianto in compartecipazione a Tychy e la conseguente nascita della FSM.
A Varsavia invece la FSO inizia (nel 1968) la produzione di vasta scala della Polski Fiat 125p peraltro molto diversa dalla omonima "cugina" italiana: infatti sotto una carrozzeria molto simile montava i motori delle Fiat 1300 e 1500 ed era disponibile anche in versioni non presenti sul mercato italiano come la Familiare e il pick-up. La costruzione della Polski Fiat 125p ebbe termine oltre vent'anni dopo, nel 1991.

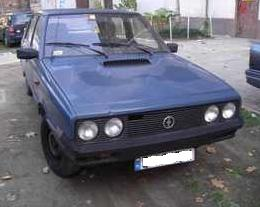
Una Polonez MR'89 serie

Nel 1978, ancora sulla base della Polski Fiat 125p, venne lanciata anche la FSO Polonez, vettura che dominò il mercato polacco per oltre un ventennio. Inizialmente aveva una carrozzeria piuttosto moderna, il cui design si doveva a Giorgetto Giugiaro, ma montava sempre i motori della Fiat 1500 ed aveva la stessa meccanica. Con il nome Polonez varie serie si susseguirono fino al 2002, con versioni berlina, station wagon, pick-up e anche in versione limousine e coupé (equipaggiata con lo stesso motore della Lancia Stratos).
Il 1989 fu un altro anno cruciale nella storia della FSO, con la decisione del governo polacco di procedere alla sua privatizzazione, culminata anni dopo con la definitiva vendita alla Daewoo e la ridenominazione aziendale in Daewoo-FSO. La casa coreana iniziò la produzione negli stabilimenti polacchi di alcuni suoi modelli rimarchiati, la Daewoo Lanos rinominata FSO Lanos e la Daewoo Matiz diventata FSO Matiz, mantenendo peraltro in catalogo anche la Polonez.
La Daewoo-FSO rimase in seguito coinvolta negli sconvolgimenti della casa madre coreana, venduta alla General Motors senza peraltro le sue attività europee; di conseguenza nel 2004 venne ripresa la denominazione precedente di "FSO", riuscendo almeno a mantenere il contratto per la produzione fino al 2011 dei modelli già in linea di montaggio; poi esteso in un secondo momento all'attività di assemblaggio della Chevrolet Aveo.
Scaduti i termini dell'accordo con la General Motors, in assenza di nuovi compratori, nonché di un programma investimenti, sono state messe in atto varie dismissioni e nel breve termine l'impianto ha cessato ogni attività produttiva, sancendo la fine della casa automobilistica.